# 大卫·戈尔的一生
《大卫·戈尔的一生》（英語：The Life of David Gale）是2003年一部由亞倫·帕克执导、查爾斯·蘭道夫擔任编剧的剧情片。这部电影是美国、德国和英国的国际合拍片。該部電影是亞倫·帕克退休前的最后一部电影。
凱文·斯貝西在這部電影中扮演大卫·戈尔（David Gale），電影中他是一位大学教授和反对死刑的活动家，他因杀死一位同樣反对死刑的人士而被判处死刑。凱特·溫斯蕾和羅娜·蓮妮在該片中也有亮相。该片于2003年2月21日上映。影評人對該片评价不高，总票房仅为3890万美元，而其拍攝预算就要3800万美元。

## 演員表
- 凱文·斯貝西 饰 David Gale
- 凱特·溫斯蕾 饰 Bitsey Bloom
- 羅娜·蓮妮 饰 Constance Harraway
- 加布里埃爾·曼 饰 Zack Stemmons
- 蘿娜·米莎 饰 Berlin
- Leon Rippy 饰 Braxton Belyeu
- Matt Craven 饰 Dusty Wright
- 占姆·比弗 饰 Duke Grover
- 梅丽莎·麦卡西 饰 Nico

## 製作
本片的主體拍攝於2002年1月結束。